# Norman Sheil
Norman Sheil (Liverpool, 22 de outubro de 1932 – Niagara-on-the-Lake, 25 de outubro de 2018) foi um ciclista inglês. Conquistou dois ouros nos Jogos da Commonwealth em 1964 e 1958. Competiu no Tour de France de 1960.